# Czołg podstawowy

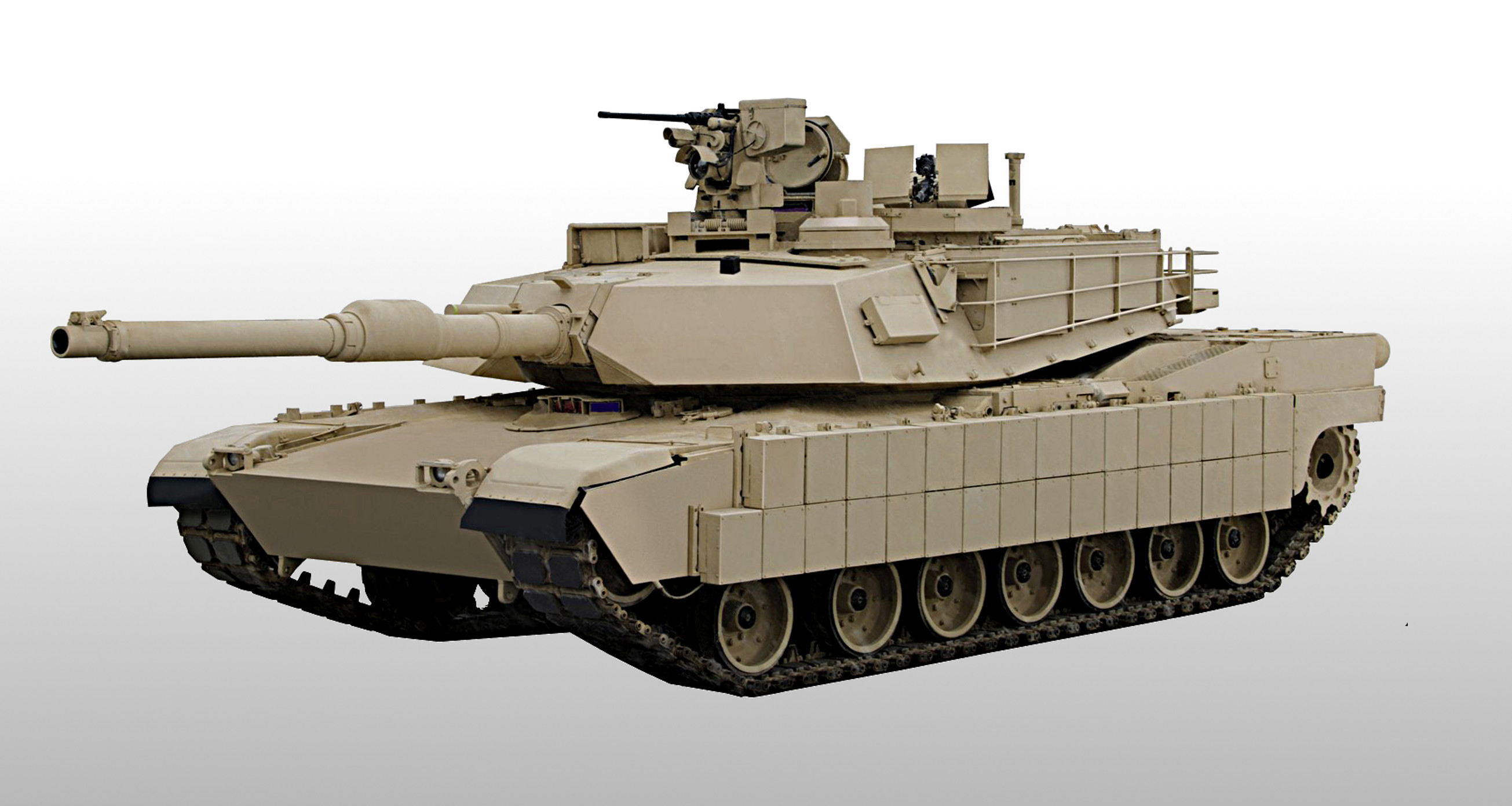
M1 Abrams – współczesny amerykański czołg podstawowy

Czołg podstawowy (ang. MBT, main battle tank) – kategoria czołgów wprowadzona po II wojnie światowej, która zastąpiła dotychczasowe kategorie – lekką, średnią, ciężką i superciężką. Obecnie czołgi podstawowe są główną stosowaną kategorią czołgów.

## Historia
Podczas II wojny światowej najliczniejszą kategorią czołgów, stanowiącą główne uzbrojenie wojsk pancernych, były czołgi średnie, jak T-34 lub M4 Sherman. Obok nich istotny element sił pancernych stanowiły jednak potężniej uzbrojone i opancerzone czołgi ciężkie (np. PzKpfw VI Tiger i IS-2), trudne do zwalczania przez czołgi średnie. Nadal licznie wykorzystywane były czołgi lekkie, między innymi PzKpfw 38(t) i M3/M5 Stuart, aczkolwiek wojna wykazała ich niewielką przydatność w starciu z silniejszymi klasami czołgów i bronią przeciwpancerną.
Wraz z szybkim rozwojem czołgów podczas wojny rosły kaliber ich armat i grubość opancerzenia, co pociągało również wzrost masy. Czołgi średnie nowej generacji, których głównym przedstawicielem był niemiecki Panther, miały armatę o wysokich osiągach, zdolną do zwalczania nie tylko czołgów średnich, ale i ciężkich, a jednocześnie stosunkowo grube opancerzenie. Ruchliwość ich była przy tym lepsza od czołgów ciężkich, na poziomie czołgów lekkich. W następstwie tego pojawiła się koncepcja zastąpienia większości czołgów ciężkich nowymi czołgami średnimi o wysokich osiągach, mającymi być podstawowymi czołgami pola walki.
Kategoria ta po raz pierwszy została wyróżniona w nomenklaturze anglosaskiej (MBT). W ZSRR i państwach eksploatujących uzbrojenie radzieckie, czołgi tej klasy były nadal nazywane czołgami średnimi. Pierwszym czołgiem podstawowym był brytyjski Comet, skonstruowany jeszcze podczas wojny, ale produkowany już po jej zakończeniu. Drugą ważną linią czołgów podstawowych, nazywanych jednak wciąż średnimi, stała się radziecka rodzina T-54.
Przez początkowy okres powojenny budowano jeszcze na niewielką skalę oprócz czołgów podstawowych nowe czołgi ciężkie (jak T-10, M103), lecz ich rola była drugorzędna. Budowano także czołgi lekkie, lecz również w niewielkiej liczbie i jedynie do specyficznych zadań, głównie rozpoznawczych.
Postępy w projektowaniu czołgów, opancerzeniu i technologii silników pozwoliły konstruktorom czołgów znacznie zwiększyć możliwości czołgów, umożliwiając pojazdom pełnienie wielu ról na polu bitwy. Można to osiągnąć bez konieczności sięgania po cięższe konstrukcje, chociaż wagi stopniowo rosły. Amunicja kumulacyjna (HEAT) była zagrożeniem dla czołgów i mogła bez problemu przebić stalowy pancerz czołgu. W związku z tym zaczęły pojawiać się pierwsze pancerze kompozytowe, takie jak zaprojektowany przez Brytyjczyków pancerz Chobham, ograniczający skuteczność amunicji kumulacyjnej. Podobną rolę pełnią pancerz ceramiczny oraz pancerz reaktywny.

## Generacje czołgów podstawowych

### I generacja

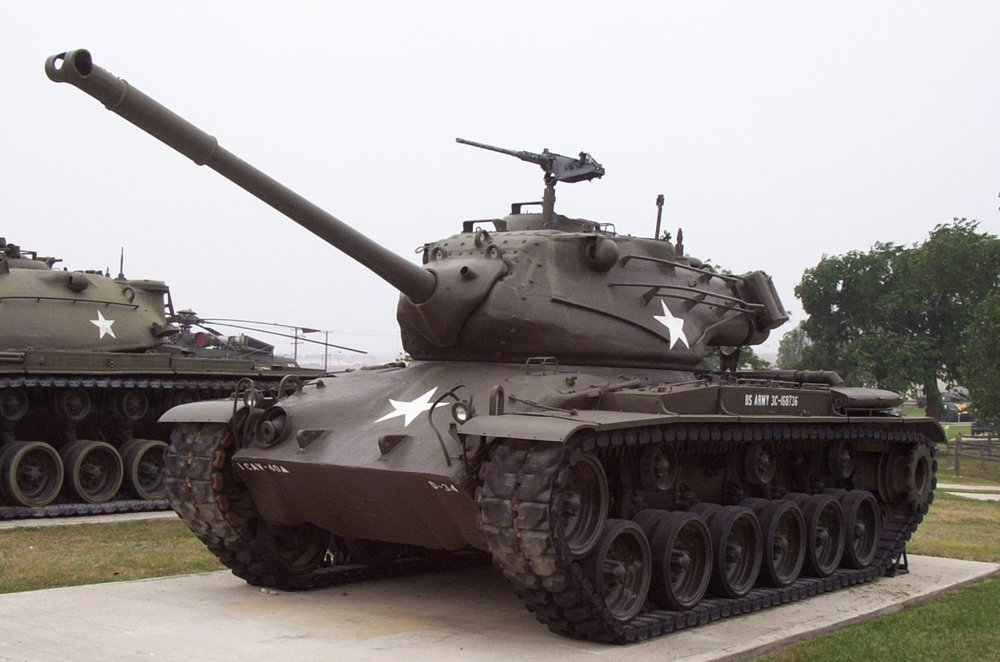
M47 Patton, czołg podstawowy I generacji

Są to czołgi powstałe bezpośrednio po II wojnie światowej. Należą do niej maszyny z rodziny T-54, mające masę 35 ton, 180 mm pancerz czołowy i niestabilizowaną armatę kalibru 100 mm; systemy prowadzenia ognia są mało skuteczne. Jego odpowiednikiem jest amerykański M47 z niestabilizowaną armatą kalibru 90 mm i podobnym zestawem celowników.
Przykładowe czołgi I generacji:
- brytyjski A41 Centurion
- brytyjski FV214 Conqueror
- amerykański M47/48 Patton
- rosyjski T-54
- rosyjski T-55
- rosyjski T-10
- japoński Typ 61

### II generacja

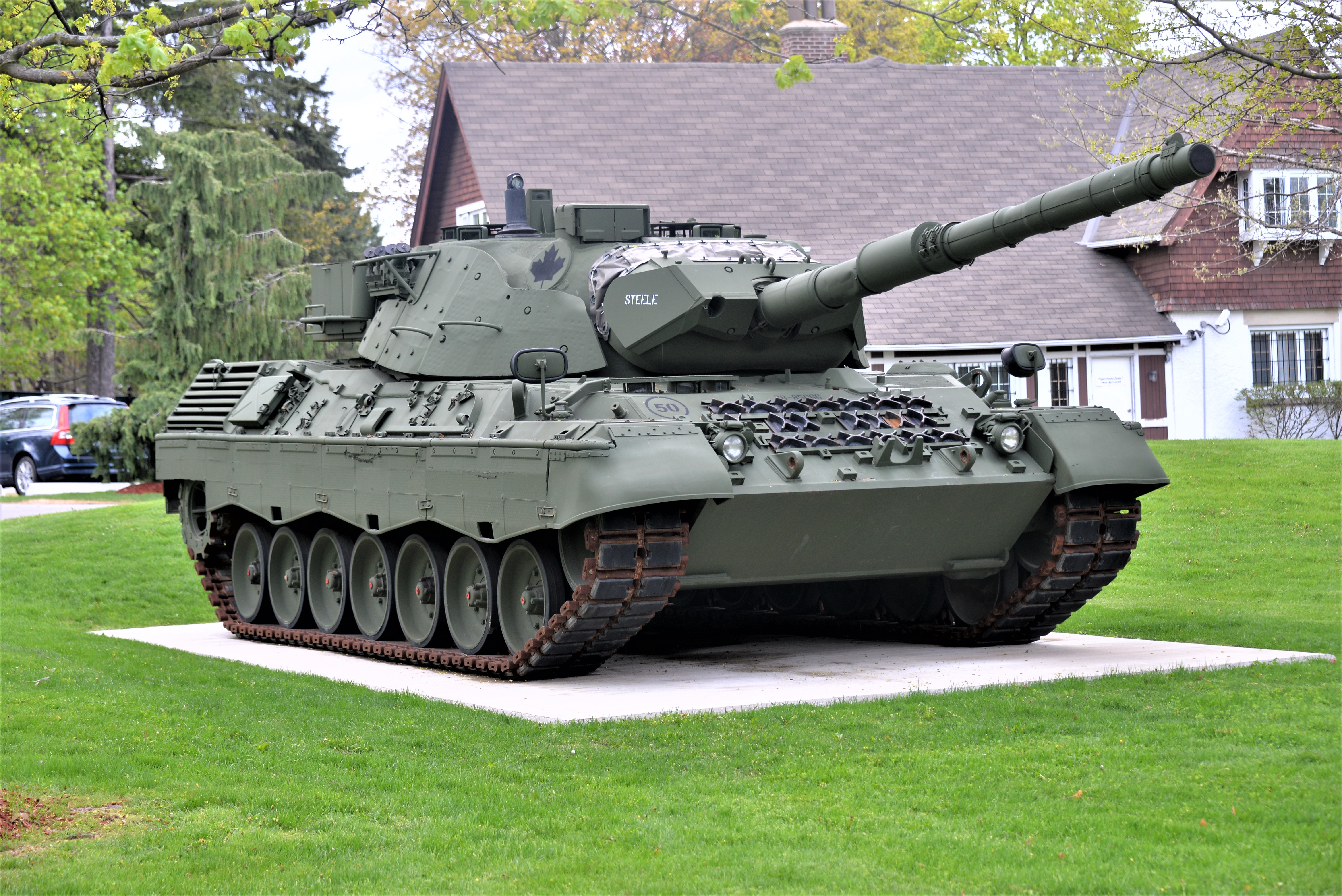
Leopard 1, czołg podstawowy II generacji

Są to czołgi mające już udoskonalone, w stosunku do poprzedników, przyrządy celownicze; wprowadzono wtedy po raz pierwszy celowniki laserowe i pociski APFSDS. Do tej generacji należą czołgi T-55, w wersji AM (zmodernizowane, wyposażone w system kierowania ogniem MERIDA oraz dodatkowe opancerzenie kadłuba i wieży), T-62 – pierwszy w ogóle czołg II generacji, pierwszy z gładkolufową stabilizowaną armatą kalibru 115 mm i 240 mm pancerzem czołowym. Jego potencjalny przeciwnik, amerykański M60, miał armatę gwintowaną kalibru 105 mm, brytyjską L7, produkowaną na licencji w USA pod nazwą M68. Była ona wówczas standardową armatą we wszystkich armiach NATO. Także brytyjskie czołgi Chieftain z armatą o kalibrze 120 mm były klasycznymi przykładami czołgów drugiej generacji. W tym okresie standardem stało się montowanie bocznych ekranów przeciwkumulacyjnych, aby przeciwdziałać nasyceniu kumulacyjnymi środkami przeciwpancernymi (np. granatniki przeciwpancerne) będącymi na wyposażeniu piechoty.
Przykładowe czołgi II generacji:
- francuski AMX-30
- brytyjski Chieftain
- brytyjski Vickers MBT
- niemiecki Leopard 1
- amerykański M60 Patton
- szwedzki Stridsvagn 103
- rosyjski T-62
- szwajcarski Pz. 61 i modernizacja Pz. 68
- chiński Typ 96
- argentyński Tanque Argentino Mediano

### Przełom II i III generacji

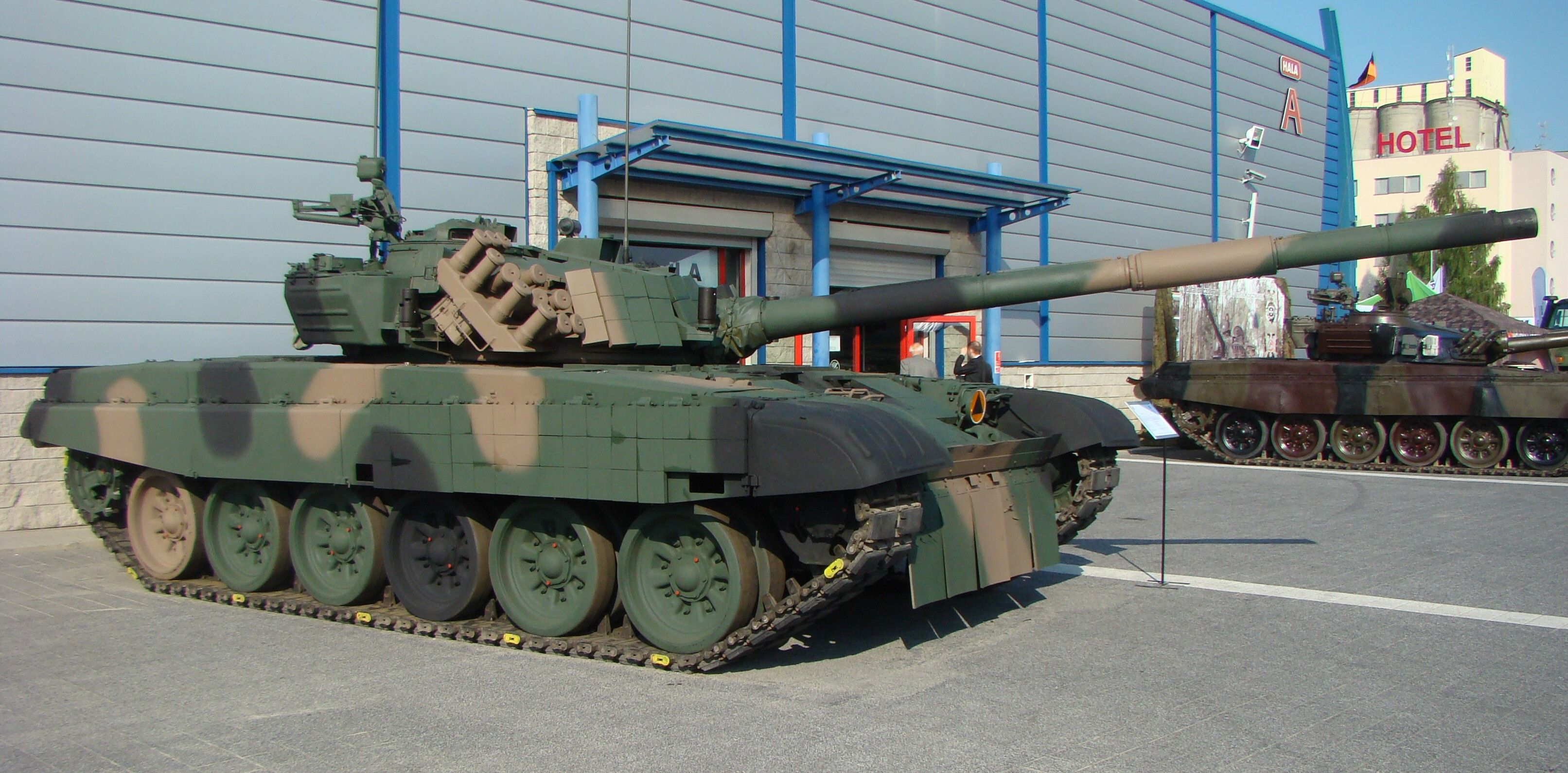
PT-91, czołg podstawowy przełomu II/III generacji

Między drugą a trzecią generacją powstało kilka czołgów pośrednich np. T-64, które były już lepsze niż wozy drugiej generacji, jednak słabsze niż te z trzeciej generacji. Najlepszym przykładem jest używany przez polskie wojsko T-72. Czołg T-64 wyposażono w najpotężniejszą w tamtym czasie armatę D-81, zwaną też Rapira, oznaczaną przez producenta jako 2A46, gładkolufową o kalibrze 125 mm. Armata jest ładowana automatem, pociski nie są scalone, tylko rozdzielne – oddzielnie głowica, oddzielnie ładunek miotający. Amunicja jest podawana z obrotowego magazynu znajdującego się na dnie wieży. Armata wyrzuca pociski APFSDS z prędkością 1815 m/s – dla porównania najnowocześniejsze obecnie armaty amerykańskie osiągają prędkość wylotową rzędu 1650 m/s. Armata T-64 jest jednak stabilizowana tylko jednym żyroskopem, podczas gdy w czołgach zachodnich III generacji stosuje się już cztery, a nawet pięć. Poza tym gorszej jakości amunicja powoduje, że to zachodnie wozy mogą przebić grubszy pancerz. Silnik Diesla o mocy 730 koni mechanicznych zapewnia mu dość dobrą manewrowość, jednak nowoczesne czołgi III generacji mające mocniejsze jednostki napędowe są zwrotniejsze i szybsze.
Przykładowe czołgi generacji pośredniej II/III:
- PT-91 Twardy
- AMX-32
- AMX-40
- Merkawa Mk 1
- OF-40
- T-64
- T-72
- Typ 74
- Typ 85

### III generacja

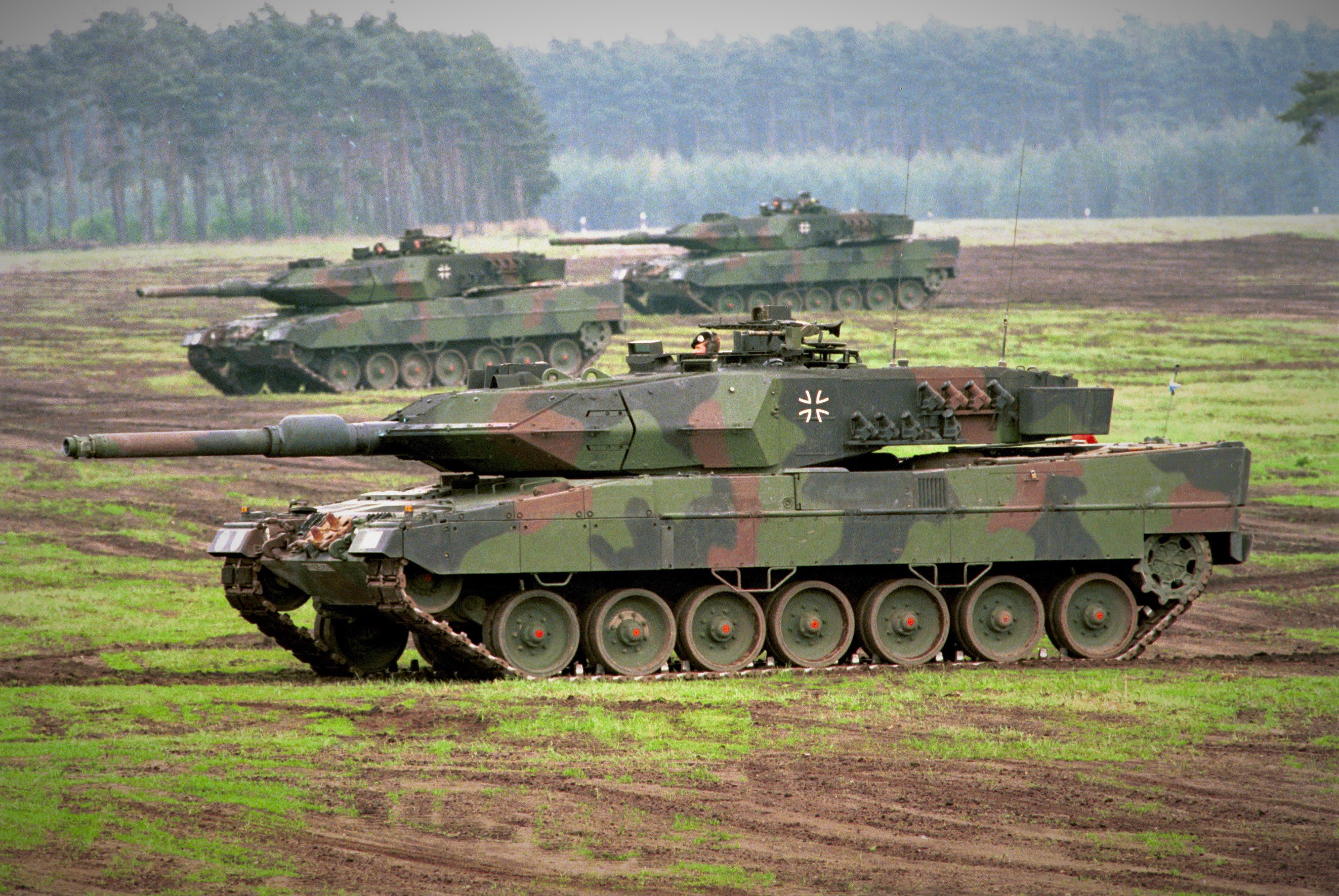
Leopard 2A5, czołg podstawowy III generacji

Czołgi trzeciej generacji stanowią obecnie podstawowe uzbrojenie armii państw zachodnich. Do tej klasy należą takie pojazdy jak amerykański M1 Abrams wyposażony w gładkolufową armatę o kalibrze 120 mm. Pancerz składa się z elementów kompozytowych i wysokowytrzymałych spieków ceramicznych zapewniających mu, po modernizacji, kompletną ochronę przed pociskami kalibru 125 mm z czołgów radzieckich, zarówno kumulacyjnymi, jak i rdzeniowymi. System kierowania ogniem dysponuje termowizorem o dużych możliwościach, armata jest w pełni stabilizowana, całkowita masa czołgu wynosi 56 ton. Czołg wyposażono w dość nietypowy system napędu, zamiast klasycznego turbodoładowanego silnika Diesla zastosowano w nim turbinę gazową.
Brytyjski Challenger 1 jest produkowany od 1983 roku. Uzbrojony w armatę kalibru 120 mm. Jest w stanie rozwinąć prędkość 56 km/h przy masie własnej 62 ton. Pod tym względem pozostawia daleko w tyle jednostki amerykańskie czy niemieckie. Posiada doskonały pancerz typu „Chobham”, który na licencji produkowany jest również w USA i zastosowany w czołgach Abrams. Posiada system automatycznej stabilizacji lufy, wykorzystuje żyroskopy do utrzymania armaty dokładnie wycelowanej nawet wtedy, gdy czołg porusza się po bardzo nierównym terenie. Dalmierz laserowy jest sprzężony z komputerowym systemem kierowania ogniem. Od roku 1996 konstruowane są również nowe wersje, mianowicie Challenger 2.
Niemiecki Leopard 2 w wersjach do A4 ma armatę kalibru 120 mm. Czołgi Leopard 2 w wersji A4 wchodzą w skład wyposażenia polskich sił zbrojnych.
Francuski Leclerc jest jedną z najnowszych konstrukcji. Ma armatę kalibru 120 mm, jednak dzięki wydłużeniu lufy prędkość wylotowa wzrosła do 1800 m/s. Armata nie jest ładowana ręcznie, zamontowano specjalny automat ładujący, dzięki czemu szybkostrzelność wzrosła do nawet 15 strzałów na minutę przy strzelaniu krótkimi seriami, co jest szczególnie ważne na współczesnym polu bitwy, gdzie czołg musi szybko wykrywać i niszczyć cele.
Pancerz opracowano wspólnie z firmami niemieckimi zajmującymi się czołgiem Leopard 2. Leopard 2 otrzymał go w czasie modernizacji, spodnia część jego pancerza jest więc starszej generacji, a wierzchnia część jest najnowocześniejsza. W Leclercu cały pancerz jest najnowszej generacji, a czołg nie przeszedł jeszcze modernizacji takiej jak pozostałe czołgi III generacji i ma jeszcze możliwość przyjęcia dodatkowego opancerzenia o masie do 3 ton.
Przykładowe czołgi III generacji:
- brytyjski Challenger 1
- brytyjski Challenger 2
- francuski Leclerc
- włoski C-1 Ariete
- niemiecki Leopard 2
- amerykański M1 Abrams
- izraelski Merkawa III oraz IV
- rosyjski T-80 i T-84
- rosyjski T-90
- japoński Typ 90
- chiński Typ 99
- północnokoreański P’okp’ung-ho
- południowokoreański K1 Rokit
- indyjski Arjun
- irański Zulfiqar II oraz III

### IV generacja

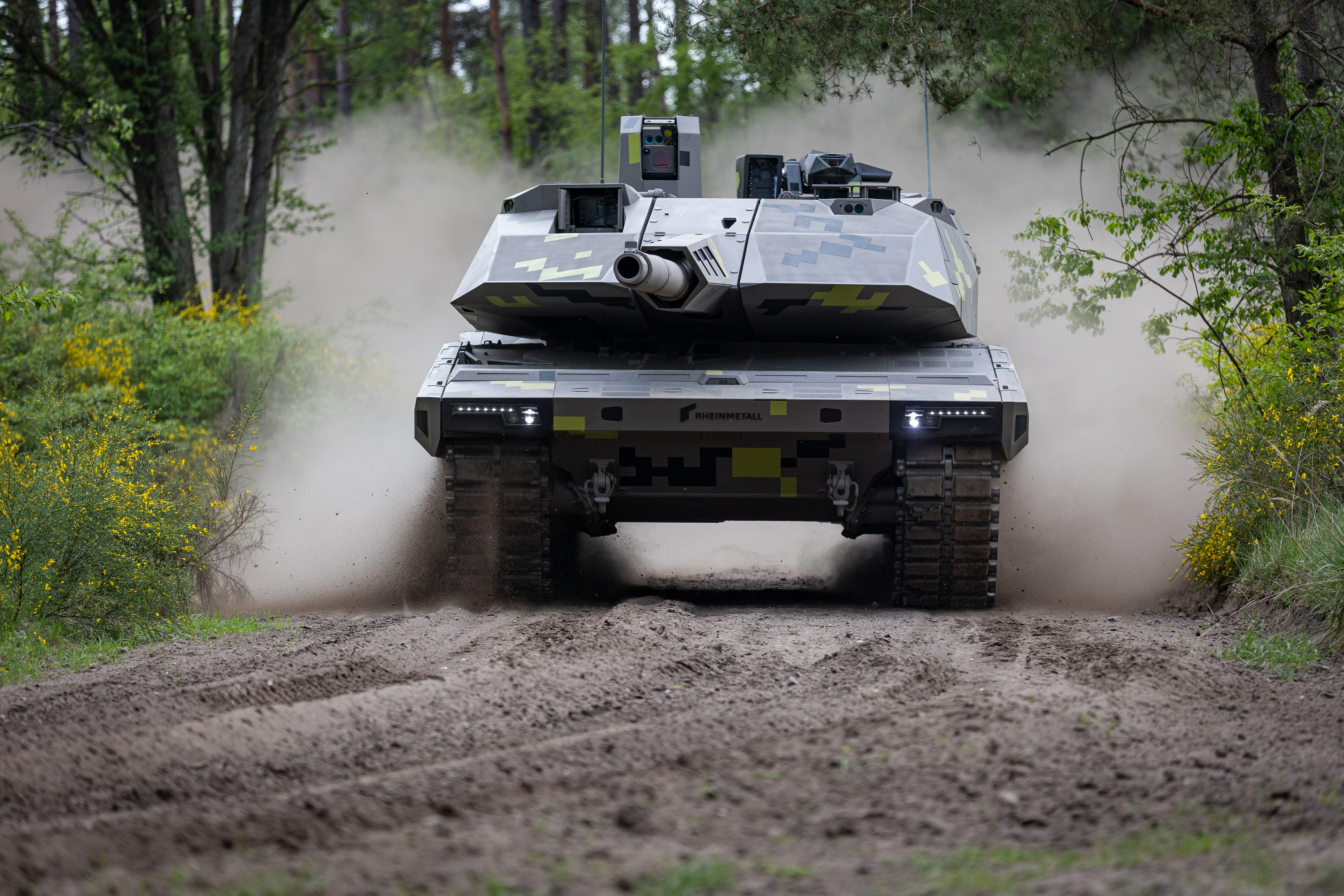
Panther KF51, czołg podstawowy IV generacji

Czołgi opracowywane już w XXI wieku.
Przykładowe czołgi IV generacji:
- amerykański AbramsX
- brytyjski Challenger 3[potrzebny przypis]
- francuski Leclerc XLR (i zmodyfikowana wersja na eksport – Leclerc Evolution(inne języki))[potrzebny przypis]
- niemiecki Panther KF51(inne języki)
- japoński Typ 10[potrzebny przypis]
- południowokoreański K2 Black Panther oraz turecka wersja Altay[potrzebny przypis]
- rosyjski T-14 Armata